# Sylvia
Sylvia este un gen de păsări mici din familia Sylviidae.
Genul cuprinde mai multe specii. Acestea sunt întâlnite în regiunile temperate și tropicale din Europa, Asia de vest și centrală și Africa, cu cea mai mare diversitate de specii concentrată în zona Mării Mediterane.

## Taxonomie și sistematică
Genul Sylvia a fost introdus în 1769 de către naturalistul italian Giovanni Antonio Scopoli. Specia tip este silvia cu cap negru (Sylvia atricapilla). Numele genului este derivat din latinescul silvia, un spirit de pădure, care derivă din silva, pădure.

### Specii existente
Genul cuprinde în prezent următoarele specii:
- Sylvia althaea

- Sylvia atricapilla
- Sylvia balearica
- Sylvia boehmi
- Sylvia borin
- Sylvia buryi
- Sylvia cantillans
- Sylvia communis
- Sylvia conspicillata
- Sylvia crassirostris
- Sylvia curruca
- Sylvia deserti
- Sylvia deserticola
- Sylvia hortensis
- Sylvia layardi
- Sylvia leucomelaena
- Sylvia lugens
- Sylvia melanocephala
- Sylvia melanothorax
- Sylvia minula
- Sylvia mystacea
- Sylvia nana
- Sylvia nisoria
- Sylvia ruppeli
- Sylvia sarda
- Sylvia subalpina
- Sylvia subcaerulea
- Sylvia undata